# Todd Hays
Todd Hays (n. 21 mai 1969, Del Rio⁠(d), Texas, SUA) este un bober ce a reprezentat Statele Unite ale Americii, medaliat olimpic. A participat la două ediții ale Jocurilor Olimpice (2002, 2006) în care a câștigat o medalie de argint.